# Пайн-Крік Тауншип (округ Джефферсон, Пенсільванія)
Пайн-Крік Тауншип (англ. Pine Creek Township) — селище (англ. township) в США, в окрузі Джефферсон штату Пенсільванія. Населення — 1323 особи (2020).

## Демографія
Згідно з переписом 2010 року, у селищі мешкали 1352 особи в 489 домогосподарствах у складі 300 родин. Було 572 помешкання
Расовий склад населення:
| - 98,6 % — білих - 0,4 % — корінних американців - 0,4 % — чорних або афроамериканців - 0,1 % — азіатів |

До двох чи більше рас належало 0,4 %. Частка іспаномовних становила 0,7 % від усіх жителів.
За віковим діапазоном населення розподілялося таким чином: 14,6 % — особи молодші 18 років, 53,7 % — особи у віці 18—64 років, 31,7 % — особи у віці 65 років та старші. Медіана віку мешканця становила 49,8 року. На 100 осіб жіночої статі у селищі припадало 97,1 чоловіків;  на 100 жінок у віці від 18 років та старших — 94,9 чоловіків також старших 18 років.
Середній дохід на одне домашнє господарство  становив 52 783 долари США (медіана — 41 098), а середній дохід на одну сім'ю — 68 394 долари (медіана — 56 667). Медіана доходів становила 40 714 долари для чоловіків та 30 909 доларів для жінок. За межею бідності перебувало 6,9 % осіб, у тому числі 14,9 % дітей у віці до 18 років та 2,1 % осіб у віці 65 років та старших.
Цивільне працевлаштоване населення становило 443 особи. Основні галузі зайнятості: освіта, охорона здоров'я та соціальна допомога — 23,5 %, виробництво — 21,4 %, роздрібна торгівля — 14,4 %, транспорт — 10,4 %.